# Michel Mosneron-Dupin
Michel Joseph Louis Marie Mosneron-Dupin (* 25. Januar 1926 in Nantes, Département Loire-Atlantique; † 4. Februar 2013 im Département Vendée) war ein französischer Konteradmiral der Marine, der zuletzt von 1980 bis 1984 Militär- und Marineattaché an der Botschaft im Vereinigten Königreich war.

## Leben

### Ausbildung, Verwendungen als Marineoffizier und Stabsoffizier
Mosneron-Dupinbegann nach dem Schulbesuch eine Offiziersausbildung an der Marineschule (École Navale) in Lanvéoc und trat nach deren Abschluss in die Marine (Marine nationale française) ein. In den folgenden Jahren fand er Verwendungen als Offizier und wurde am 1. Oktober 1947 zum Leutnant zur See (Enseigne de vaisseau de deuxième classe) befördert. Er besuchte ab Januar 1949 die Pilotenschule in Cognac und wurde dort am 1. Oktober 1949 zum Oberleutnant zur See (Enseigne de vaisseau de première classe) befördert. Danach folgte ab Januar 1950 der Besuch der Jagdfliegerschule in Meknès in Französisch-Marokko sowie ab Juni 1950 der Luftfahrtschule 54S (École de l’aviation embarquée) in Hyères. Nach einer Verwendung zwischen November 1950 und Juli 1951 bei der 3. Flottille besuchte er einen Offizierslehrgang auf der Naval Air Station Pensacola in Floria. Er war nach seiner Rückkehr im Dezember 1951 Offizier bei der 4. Flottille, mit der er während des Indochinakrieges von September 1952 bis Mai 1953 in Französisch-Indochina eingesetzt war. Am 1. Juli 1953 erfolgte seine Beförderung zum Kapitänleutnant (Lieutenant de Vaisseau) und im Januar 1955 wurde er zum Stab des Staatssekretärs für die Marine versetzt. Danach wurde er Offizier im Oktober 1957 zum Flugtestzentrum in Marignane sowie im Oktober 1958 Mitglied der Kommission für praktische Studien der Marineflieger, ehe er im September 1960 in den Stab des Kommandierenden Admirals der Flugzeugträger und Marinefliegerverbände.
Im Anschluss war Mosneron-Dupin zwischen dem 19. August 1961 und dem 20. Februar 1963 Kommandeur des Schwarmes 4S1/4S und erhielt als solcher am 1. Mai 1962 seine Beförderung zum Korvettenkapitän (Capitaine de Corvette). Im Februar 1963 wechselte er in das Studienreferat des Zentralen Luftfahrtdienstes und belegte ab September 1964 den 17. Generalstabslehrgang. Nach seiner Beförderung zum Fregattenkapitän (Capitaine de Frégate) am 1. Februar 1967 wurde er stellvertretender Leiter des Luftfahrt-Referats in der Operationsabteilung des Generalstabes der Marine und übernahm danach zwischen dem 31. Januar 1970 und dem 26. Januar 1971 sein erstes eigenes Schiffskommando, und zwar als Kommandant des Aviso-Geleitschiffs Balny. Im Anschluss kehrte er im März 1971 als Leiter des Luftfahrt-Referats der Operationsabteilung in den Generalstab der Marine zurück und wurde danach im Mai 1972 stellvertretender Kabinettschef des Chefs des Generalstabes der Marine, Admiral Marc de Joybert. In dieser Verwendung wurde er am 1. Januar 1973 zum Kapitän zur See (Capitaine de Vaisseau) befördert. Im Anschluss war er vom 29. August 1974 bis zum 9. Januar 1976 Kommandant des Marinefliegerstützpunkts BAN (Base d’aéronautique navale) Landivisiau und wurde im Januar 1976 stellvertretender Chef des Stab von Staatspräsident Valéry Giscard d’Estaing.

### Aufstieg zum Konteradmiral und Auszeichnungen
Im Dezember 1978 wurde Mosneron-Dupin Kommandeur der Fliegerischen Verbände der Marinepatrouillen und erhielt in dieser Verwendung am 1. März 1979 seine Beförderung zum Flottillenadmiral (Contre-amiral). Im Anschluss erfolgte im Dezember 1980 seine Ernennung zum Militär- und Marineattaché an der Botschaft im Vereinigten Königreich. Während dieser Zeit wurde er am 1. Januar 1983 zum Konteradmiral (Vice-amiral) befördert. Am 26. Januar 1984 schied er aus dem aktiven Militärdienst aus und trat in den Ruhestand.
Für seine langjährigen Verdienste wurde ihm am 26. Dezember 1960 die Médaille de l’Aéronautique verliehen. Am 2. März 1976 wurde er Kommandeur des Ordre national du Mérite sowie am 12. November 1981 auch Kommandeur der Ehrenlegion. Zuletzt wurde er durch Dekret vom 26. Dezember 1984 zudem Kommandeur des Seeverdienstordens, des Ordre du Mérite maritime.